# یونیون کاربید
یونیون کاربید (انگلیسی: Union Carbide) شرکت صنایع شیمیایی آمریکایی است، که در سال ۱۹۱۷ تأسیس شد.